# دایان دون
دایان دون (انگلیسی: Dianne Doan؛ زادهٔ ۸ سپتامبر ۱۹۹۰) یک هنرپیشه و رقصنده اهل کانادا است.
از فیلم‌ها یا برنامه‌های تلویزیونی که وی در آن نقش داشته‌است می‌توان به فرزندان، فرزندان ۲ و وایکینگ‌ها اشاره کرد.

## فیلم‌شناسی
| سال      | فیلم                   | نقش                         | یادداشت                          |
| -------- | ---------------------- | --------------------------- | -------------------------------- |
| ۲۰۱۳     | روزی روزگاری           | ایسرا                       | قسمت: "Selfless, Brave and True" |
| ۲۰۱۳     | Impastor               | چلسا                        | قسمت: "Genesis"                  |
| ۲۰۱۵     | فرزندان: مدرسه رازها   | لونی، دختر مولان/بلاگر مخفی | صداپیشه                          |
| ۲۰۱۵     | فرزندان                | لونی، دختر مولان            | فیلم                             |
| ۲۰۱۶     | وایکینگ‌ها              | ویدو                        | نقش دوره ای (فصل ۴); ۷ قسمت      |
| ۲۰۱۷     | فرزندان ۲              | لونی، دختر مولان            | فیلم                             |
| ۲۰۱۷     | Guidance               | فیت و گریس پارک جنسون       | نقش اصلی (فصل ۳)                 |
| ۲۰۱۷     | افسانه‌های فردا         | ان لی                       | قسمت: "Welcome to the Jungle"    |
| ۲۰۱۹     | مشکل خوب               | کیت                         | ۳ قسمت                           |
| ۲۰۱۹     | Warrior                | می لینگ                     | نقش اصلی                         |
| پس تولید | Last Night in Suburbia | ریچل                        | در دست تولید                     |